# متغير قيفاوي كلاسيكي

مخطط هيرتزبرانغ-رسل للنجوم يظهر مواقع أنواع النجوم المتغيرة.

أو القيفاويات الكلاسيكية، وتسمى أيضاً (قيفاويات الجمهرة الأولى، قيفاويات من النوع الأول، متغيرات دلتا قيفاوس، متغيرات دلتا الملتهب)، نوع من النجوم القيفاوية المتغيرة ومن نجوم الجمهرة الأولى، تطلق نبضات إشعاعية في فترات زمنية منتظمة تتراوح بين عدة أيام إلى عدة أسابيع وأقدار متغيرة من عدة عشرات وحتى القدر الثاني.
توجد علاقة وثيقة معروفة بين نورانية المتغيرات القيفاوية وزمن النبضة، مما يجعل من هذه النجوم شموع قياسية تستعمل في تحديد الأبعاد والمسافات داخل وخارج المجرة، كما أن نتائج مراقبة تلسكوب هابل للمتغيرات القيفاوية قدمت محددات أكثر ثباتاً لقانون هابل، وتستعمل هذه المتغيرات لتفسير الكثير من خصائص المجرة منها التركيب الحلزوني المحلي بالإضافة إلى إرتفاع الشمس فوق المستوى المجري.
تم التعرف على حوالي 800 متغير قيفاوي كلاسيكي في مجرة درب التبانة ويتوقع أن عددها يصل إلى 6000 في كافة أنحاء المجرة، كما توجد عدة آلاف منها معروفة في سحب ماجلان، وأكثر في المجرات الأخرى، حتى أن تلسكوب هابل تمكن من تحديد بعضها في مجرة NGC4603 التي تقع على بعد 100 مليون سنة ضوئية.

## الخصائص

مخطط يظهر مسار تطور نجم كتلته.

تتراوح كتلة نجوم المتغيرات القيفاوية الكلاسيكية من 4-20 كتلة شمسية، ونورانية بين 1000-50000 ضعف نورانية الشمس (في نجم القنطور V810 [الإنجليزية] وصل السطوع إلى 200000 ضعف على غير المعتاد)، وطيفياً تصنيفها يتراوح بين عمالقة ساطعة أو عمالقة فائقة خافتة بمرتبة طيفية بين F6-K2، أقطارها أكثر بعدة عشرات إلى عدة مئات من قطر الشمس، وبسبب تغير درجة حرارتها مع النبضات فإن مرتبتها الطيفية وقطرها يتغير أيضاً خلال فترة النبضة (مثلا يظهر إختلاف بمقدار 25% تقريباً في قطر النجم المتغير طويل الفترة l Car [الإنجليزية])، مما ينتج تغير في سطوعها قد يصل إلى القدر الثاني ويكون التغير أكثر وضوحاً عند الأطوال الموجية الأقصر.
يمكن أن تنبض المتغيرات القيفاوية بأنماط ترددية مختلفة كالنمط الأساسي أو النمط التوافقي الأول أو بشكل مختلط في حالات نادرة، يعتقد بأن النسبة الأكبر من المتغيرات القيفاوية الكلاسيكية تنبض في النمط الترددي الأساسي، وعلى الرغم من صعوبة تحديد نوع النمط الترددي من شكل منحنى الضوء، إلا أن النجوم التي تنبض بالنمط التوافقي الأول تكون أكثر لمعاناً وأكبر من النجوم التي تنبض بالنمط الأساسي لنفس فترة النبضات الزمنية.

## منحنى الضوء

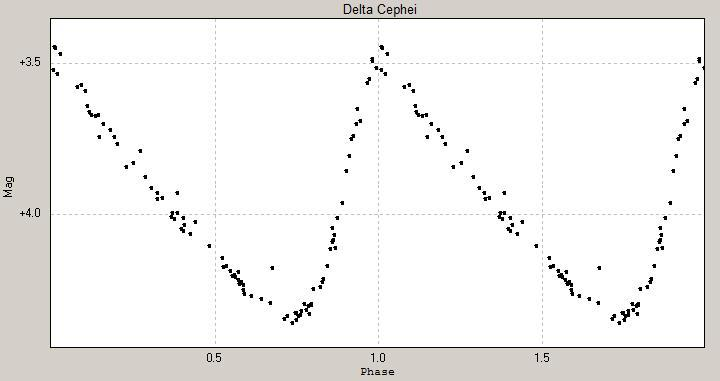
المنحنى الضوئي لنجم دلتا الملتهب.

يبدو المنحنى الضوئي للمتغيرات القيفاوية الكلاسيكية في العادة غير متناظر، تحصل تزايد سريع في السطوع وصولاً إلى الذروة يليها هبوط بطيء وصولاً إلى قعر المنحنى (كمنحنى نجم دلتا الملتهب)، يُعزى هذا السلوك إلى إختلاف الطور بين تغيرات القطر ودرجة الحرارة كما أن هذه صفة مميزة للنجوم النابضة بالنمط الترددي الأساسي والتي تشكل غالبية المتغيرات القيفاوية الكلاسيكية.
في بعض الحالات يظهر في المنحنى شبه الجيبي «نتوء» على شكل تباطؤ في الهبوط أو تزايد بسيط في السطوع، يعتقد أن هذا عائد إلى حالة الرنين بين النبض بالنمطين الأساسي والتوافقي الأول، من الشائع أن يكون النتوء في الجزء الهابط في المنحنى الضوئي للنجوم التي تملك فترات نبض تقارب 6 أيام (كنجم إيتا العقاب [الإنجليزية])، وبإزدياد الفترة الزمنية بين النبضات يتحرك موقع النتوء إلى الأعلى حتى يقترب من الذروة مسبباً في بعض الأحيان ذروة مزدوجة، أو يصبح غير قابل للتمييز عند القمة، في بعض النجوم التي تملك فترات تقارب 10 أيام (كما في نجم زيتا التوأمان [الإنجليزية])، أما للنجوم التي تملك فترات زمنية أطول يظهر النتوء على الجانب المتزايد من المنحني (كنجم تشي الدجاجة [الإنجليزية])، لكن عندما يصل زمن التذبذب إلى أكثر من 20 يوم تختفي حالة الرنين.
عدد قليل من القيفاويات الكلاسيكية تُظهر منحنى طيفي جيبي متناظر يشار لها عادة باسم «قيفاويات-إس»، غالباً ما يكون المنحنى بسعة منخفضة وزمن نبضات قصير وأكثر هذا النوع من القيفاويات الكلاسيكية ينبض بالنمط الترددي التوافقي الأول (مثلا نجم تشي الرامي [الإنجليزية]) بالرغم من وجود عدد قليل من النجوم التي تنبض بالنمط الترددي الأساسي وتظهر هذا الشكل من المنحني (منها نجم إس الثعلب [الإنجليزية]).
يتوقع أن النجوم التي تنبض بالنغمة التوافقية الأولى ولها فترات زمنية قصيرة موجودة ضمن مجرتنا فقط، النجوم النابضة بترددات توافقية أعلى أو القيفاويات التي تنبض بترددين توافقيين في الوقت نفسه تكون أكثر شيوعاً في سحب مجالان، وغالباً ما يكون لها سعة منخفضة ومنحنيات ضوئية غير منتظمة.

## الإكتشاف

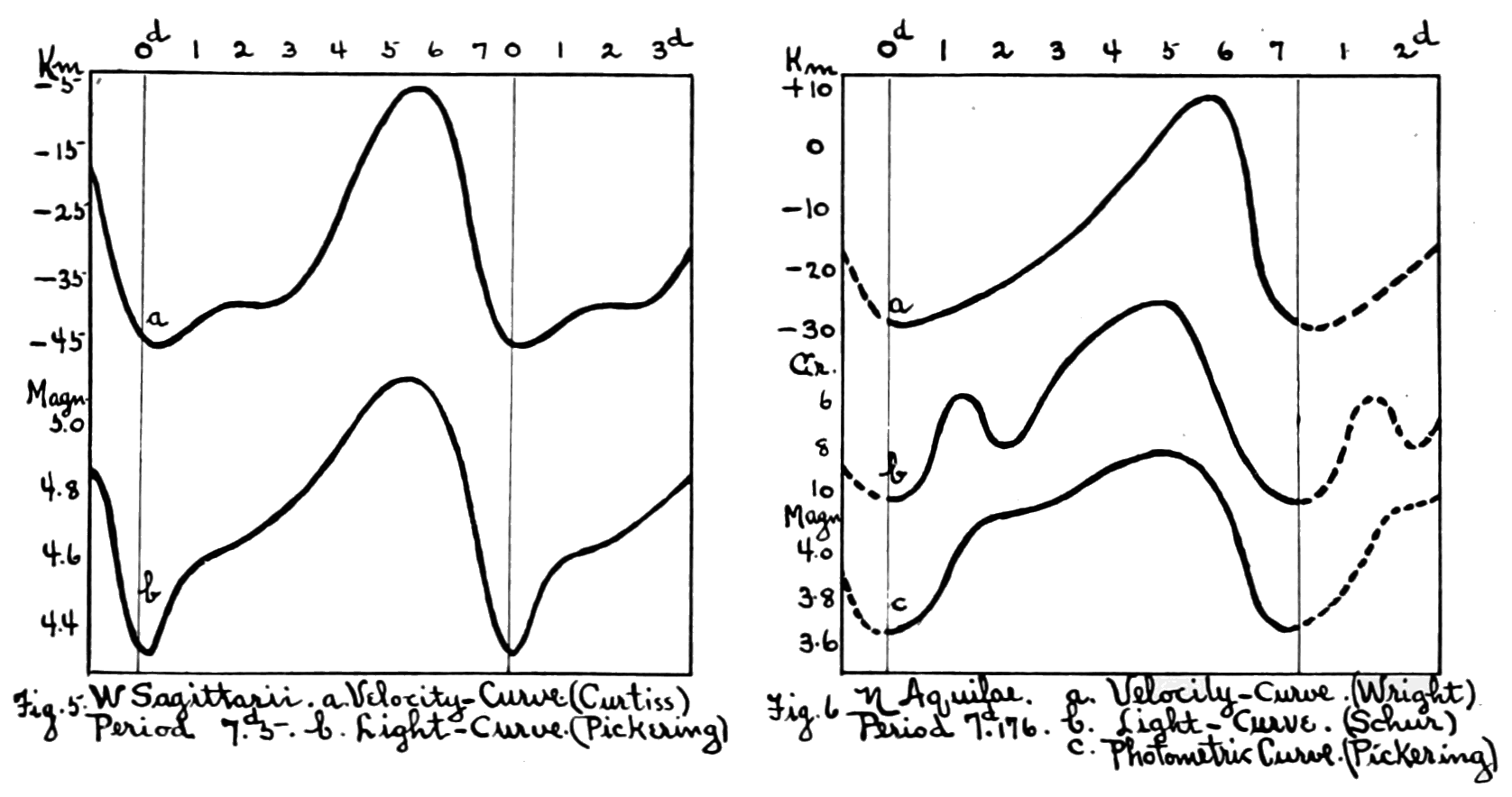
منحنيات ضوء قديمة لنجمي W-الرامي، وإيتا-العقاب.

في 10 سبتمبر 1784، لاحظ إدوارد بيغوت [الإنجليزية] تقلبات في لمعان نجم إيتا العقاب [الإنجليزية]، أول نجم معروف تم رصده ينتمي إلى فئة المتغيرات القيفاوية الكلاسيكية، إلا أن هذه الطائفة من النجوم أخذت إسمها من النجم دلتا الملتهب (قيفاوس) الذي إكتشف نبضاته جون غودريك بعد شهر فقط من ملاحظات إدوارد بيغوت، بالإضافة إلى هذا يملك نجم دلتا الملتهب أهمية خاصة في معايرة علاقة نورانية-فترة زمنية لكون المسافة المحسوبة له هي من أدق الأرقام المحسوبة لنجم قيفاوي، ويعود الفضل بذلك لكونه جزء من عنقود نجمي، بالإضافة إلى دقة قياسات إختلاف المنظر من تلسكوبي هابل وهيباركوس.

## علاقة نورانية-فترة زمنية
يرتبط لمعان المتغير القيفاوي الكلاسيكي طردياً مع الفترة الزمنية للنبض، كلما زاد زمن النبضات إزداد لمعان النجم، إكتشفت علاقة نورانية-فترة زمنية للمتغيرات القيفاوية عام 1908 من قبل «هينريتا سوان ليفيت» بعد التحقيق في لمعان ألوف من النجوم المتغيرة في سحب ماجلان، وقامت بنشرها عام 1912 مع مزيد من الأدلة، بمجرد معايرة (تصحيح) علاقة النورانية-فترة زمنية، يمكن إستخدامها في تحديد لمعان أي قيفاوي بمعرفة الفترة الزمنية لنبضاته، كما يمكن حساب بعده عن الراصد من خلال معرفة سطوعه الظاهري، تمت معايرة العلاقة من قبل عدد كبير من الفلكين ولكنها لاتزال محط نقاش علمي مستمر:
العلاقة التالية بين الفترة الزمنية للنجوم القيفاوية من الجمهرة الأولى ({\displaystyle P})، ومتوسط أقدارها المطلقة ({\displaystyle M_{\mathrm {v} }}) وضعت بعد حساب إختلاف المنظر لتسعة نجوم قيفاوية قريبة باستخدام مرصد هابل.
{\displaystyle M_{\mathrm {v} }=(-2.43\pm 0.12)\left(\log _{10}P-1\right)-(4.05\pm 0.02)\,}
({\displaystyle P}) تقاس بالأيام، إنبثقت عنها العلاقات التالية التي تستعمل لقياس بعد النجوم القيفاوية الكلاسيكية ({\displaystyle d}):
{\displaystyle 5\log _{10}{d}=V+3.34\log _{10}{P}-2.45(V-I)+7.52\,}
أو
{\displaystyle 5\log _{10}{d}=V+3.37\log _{10}{P}-2.55(V-I)+7.48\,} 
تمثل ({\displaystyle I} و {\displaystyle V}) متوسط الأقدار الظاهرية لطيف الأشعة تحت الحمراء القريبة والطيف المرئي على التوالي.

## القيفاويات ذات السعة المنخفضة
المتغيرات القيفاوية الكلاسيكية والتي لها سعة ظاهرية أقل من 0.5 قدر ومنحنى ضوئي جيبي متناظر وفترة نبض قصيرة غالباً ما تصنف لوحدها على شكل مجموعة منفصلة تسمى «قيفاويات منخفضة السعة»، تعطى هذه النجوم التسمية (DCEPS) في الفهرس العام للنجوم المتغيرة (GCVS).
عادة تملك هذه النجوم فترة نبضات أقل من 7 أيام مع أن لحظة إنتهاء الدورة وإعادتها لا تزال محط جدل، يمكن العثور على هذه النجوم قرب الحافة الحمراء من منطقة الإستقرار في مخطط النجوم، تجدر الإشارة إلى أن بعض الباحثين يستخدمون مصطلح قيفاويات-إس أيضاً كمرادف لنجوم (DECPS) منخفضة السعة، بينما البعض الآخر يستخدمه على النجوم النابضة بالنمط التوافقي الأول.
من النجوم القيفاوية منخفضة السعة، النجم القطبي وFF-العقاب [الإنجليزية] إلا أن نمط النبضات فيها غير محدد بدقة بعد، بينما BG-صليب الجنوب [الإنجليزية] وBP-البيكار [الإنجليزية] تم تأكيد أنها تنبض بالنمط التوافقي الأول.

## عدم اليقين في تحديد مسافات القيفاويات
توجد عدة مسائل تؤثر على دقة تحديد المسافات للقيفاويات منها: طبيعة تأثر علاقة نورانية-فترة زمنية بمختلف النطاقات الترددية، تأثير معدنية النجوم على كل من نقطة الصفر وميل هذه العلاقات، تأثير التلوث الضوئي، قانون إخماد التغيرات (غير معروف)، حالياً تخضع هذه المشكلات لنقاش مستمر في الأوساط العلمية.
تنتج هذه المواضيع غير المحلولة قيمة لثابت هابل تتراوح بين 60 km/s/Mpc و80km/s/Mpc، إيجاد حل لهذا التناقض يعتبر أحد أهم المشكلات الرئيسية في علم الفلك نظراً إلى أن بعض المعاملات الكونية مرتبطة بدقة قيمة ثابت هابل.

## أشهرها
بعض القيفاويات الكلاسيكية يمكن رصد تغيراتها بواسطة التسجيلات من ليلة إلى ليلة، أو بالعين المجردة المدربة جيداً، أهمها دلتا الملتهب في الجزء الشمالي، زيتا التوأمان [الإنجليزية] وإيتا العقاب [الإنجليزية] المناسب رصدها قرب دائرة البروج وفي أقصى الجنوب بيتا أبو سيف [الإنجليزية]، وأقرب عضو من هذه المجموعة هو النجم القطبي، والذي يتذبذب سطوعه بحوالِ 0.05 قدر.
| الإسم         | الكوكبة         | الإكتشاف                         | أقصى قدر ظاهري (mV) | أدنى قدر ظاهري (mV) | الفترة (بالأيام) | المرتبة الطيفية | ملاحظات                                                                              |
| ------------- | --------------- | -------------------------------- | ------------------- | ------------------- | ---------------- | --------------- | ------------------------------------------------------------------------------------ |
| η Aql         | العقاب          | إدوارد بيغوت، 1784               | 3m.48               | 4m.39               | 07.17664         | F6 Ibv          |                                                                                      |
| FF Aql        | العقاب          | تشارلز هوفر، 1927                | 5m.18               | 5m.68               | 04.47            | F5Ia-F8Ia       |                                                                                      |
| TT Aql        | العقاب          |                                  | 6m.46               | 7m.7                | 13.7546          | F6-G5           |                                                                                      |
| U Aql         | العقاب          |                                  | 6m.08               | 6m.86               | 07.02393         | F5I-II-G1       |                                                                                      |
| T Ant         | مفرغة الهواء    |                                  | 5m.00               | 5m.82               | 05.898           | G5              | من المحتمل أن هذا النجم يملك شريكاً، سابقاً كان يعتقد بأنه نجم قيفاوي من النوع الثاني. |
| RT Aur        | ممسك الأعنة     |                                  | 5m.00               | 5m.82               | 03.73            | F8Ibv           |                                                                                      |
| l Car         | القاعدة         |                                  | 3m.28               | 4m.18               | 35.53584         | G5 Iab/Ib       |                                                                                      |
| δ Cep         | الملتهب         | جون غودريك، 1784                 | 3m.48               | 4m.37               | 05.36634         | F5Ib-G2Ib       | نجم ثنائي، يمكن تمييزه بالمنظار ثنائي العينية.                                       |
| AX Cir        | البيكار         |                                  | 5m.65               | 6m.09               | 05.273268        | F2-G2II         | ثنائي طيفي بكتلة 5 M☉ مع نجم آخر من المرتبة B6                                       |
| BP Cir        | البيكار         |                                  | 7m.31               | 7m.71               | 02.39810         | F2/3II-F6       | ثنائي طيفي بكتلة 4.7 M☉ مع نجم آخر من المرتبة B6                                     |
| BG Cru        | صليب الجنوب     |                                  | 5m.34               | 5m.58               | 03.3428          | F5Ib-G0p        |                                                                                      |
| R Cru         | صليب الجنوب     |                                  | 6m.40               | 7m.23               | 05.82575         | F7Ib/II         |                                                                                      |
| S Cru         | صليب الجنوب     |                                  | 6m.22               | 6m.92               | 04.68997         | F6-G1Ib-II      |                                                                                      |
| T Cru         | صليب الجنوب     |                                  | 6m.32               | 6m.83               | 06.73331         | F6-G2Ib         |                                                                                      |
| X Cyg         | الدجاجة         |                                  | 5m.85               | 6m.91               | 16.38633         | G8Ib            |                                                                                      |
| SU Cyg        | الدجاجة         |                                  | 6m.44               | 7m.22               | 03.84555         | F2-G0I-II       |                                                                                      |
| β Dor         | أبو سيف         |                                  | 3m.46               | 4m.08               | 09.8426          | F4-G4Ia-II      |                                                                                      |
| ζ Gem         | التوأمان        | يوليوس شميدت، 1825               | 3m.62               | 4m.18               | 10.15073         | F7Ib to G3Ib    |                                                                                      |
| V473 Lyr      | القيثارة        |                                  | 5m.99               | 6m.35               | 01.49078         | F6Ib-II         |                                                                                      |
| R Mus         | الذبابة         |                                  | 5m.93               | 6m.73               | 07.51            | F7Ib-G2         |                                                                                      |
| S Mus         | الذبابة         |                                  | 5m.89               | 6m.49               | 09.66007         | F6Ib-G0         |                                                                                      |
| S Nor         | مسطرة النقاش    |                                  | 6m.12               | 6m.77               | 09.75411         | F8-G0Ib         | الجرم الأسطع في العنقود المفتوح NGC 6087.                                            |
| QZ Nor        | مسطرة النقاش    |                                  | 8m.71               | 9m.03               | 03.786008        | F6I             | أحد أجرام العنقود المفتوح NGC 6067                                                   |
| V340 Nor      | مسطرة النقاش    |                                  | 8m.26               | 8m.60               | 11.2888          | G0Ib            | أحد أجرام العنقود المفتوح NGC 6067                                                   |
| V378 Nor      | مسطرة النقاش    |                                  | 6m.21               | 6m.23               | 03.5850          | G8Ib            |                                                                                      |
| BF Oph        | الحواء          |                                  | 6m.93               | 7m.71               | 04.06775         | F8-K2           |                                                                                      |
| RS Pup        | الكوثل          |                                  | 6m.52               | 7m.67               | 41.3876          | F8Iab           |                                                                                      |
| S Sge         | السهم           | جون إلارد غور [الإنجليزية]، 1885 | 5m.24               | 6m.04               | 08.382086        | F6Ib-G5Ib       |                                                                                      |
| U Sgr         | الرامي (في M25) |                                  | 6m.28               | 7m.15               | 06.74523         | G1Ib            |                                                                                      |
| W Sgr         | الرامي          |                                  | 4m.29               | 5m.14               | 07.59503         | F4-G2Ib         | ثنائي بصري مع النجم γ2 Sgr                                                           |
| X Sgr         | الرامي          |                                  | 4m.20               | 4m.90               | 07.01283         | F5-G2II         |                                                                                      |
| V636 Sco      | العقرب          |                                  | 6m.40               | 6m.92               | 06.79671         | F7/8Ib/II-G5    |                                                                                      |
| R TrA         | المثلث الجنوبي  |                                  | 6m.4                | 6m.9                | 03.389           | F7Ib/II         |                                                                                      |
| S TrA         | المثلث الجنوبي  |                                  | 6m.1                | 6m.8                | 06.323           | F6II-G2         |                                                                                      |
| α UMi (الجدي) | الدب الأصغر     | إينار هرتزسبرونغ، 1911           | 1m.86               | 2m.13               | 03.9696          | F8Ib or F8II    |                                                                                      |
| AH Vel        | الشراع          |                                  | 5m.5                | 5m.89               | 04.227171        | F7Ib-II         |                                                                                      |
| S Vul         | الثعلب          |                                  | 8m.69               | 9m.42               | 68.464           | G0-K2(M1)       |                                                                                      |
| T Vul         | الثعلب          |                                  | 5m.41               | 6m.09               | 04.435462        | F5Ib-G0Ib       |                                                                                      |
| U Vul         | الثعلب          |                                  | 6m.73               | 7m.54               | 07.990676        | F6Iab-G2        |                                                                                      |
| SV Vul        | الثعلب          |                                  | 6m.72               | 7m.79               | 44.993           | F7Iab-K0Iab     |                                                                                      |

## طالع أيضًا
- علاقة نورانية-فترة زمنية
- متغير قيفاوي
- متغير قيفاوي النوع الثاني
- متغيرات (RR) القيثارة
- نجم متغير طويل الفترة
- نجم متغير شبة منتظم